# 컨트리 스탠더드 타임
컨트리 스탠더드 타임(Country Standard Time)은 미국의 컨트리 음악 웹사이트이다. 아메리카나 음악, 블루그래스, 로커빌리에 대한 뉴스와 음반 및 노래에 대한 평가를 볼 수 있다.
매사추세츠주 뉴턴에 본사가 있으며, 1993년 인쇄물 형식으로 출판되었다가 1997년 웹사이트가 개설되었고 2009년 인쇄판 출간이 종료되었다.